# 褚圻
褚圻（1459年—？），字弘望，直隸蘇州府常熟縣人，民籍，明朝政治人物。

## 生平
弘治二年（1489年）己酉科應天府鄉第七十九名舉人。弘治六年（1493年）中式癸丑科會試第二百三十名，二甲第八十七名進士。

## 家族
曾祖褚思恭；祖父褚公儀；父褚璵，南京國子監博士。前母陳氏；母龔氏。具庆下。兄褚垠（贡士）。弟褚坦。